# Scottish Premier League
Die Scottish Premier League (kurz: SPL) war von 1998 bis 2013 die höchste Fußballliga in Schottland. Sie wurde, nach dem Hauptsponsor Clydesdale Bank, auch  Clydesdale Bank Premier League genannt. Der schottische Meister wird ab der Spielzeit 2013/14 in der neugegründeten Scottish Premiership ausgespielt. Vor 1998 war die heute unterklassige Scottish Football League die höchste Spielklasse des Landes.
Die beiden erfolgreichsten Mannschaften waren Celtic Glasgow und die Glasgow Rangers aus der mit rund 600.000 Einwohnern größten Stadt Schottlands. Seitdem zuletzt 1985 der FC Aberdeen die Meisterschaft gewonnen hatte, machten die beiden Vereine diese unter sich aus. Rekordtitelträger der Scottish Premier League ist Celtic Glasgow mit 8 Trophäen. Letzter schottischer Meister in der Scottish Premier League Saison 2012/13 war Celtic Glasgow.

## System

Logo der Liga

Die zwölf Mannschaften der Liga trugen pro Saison 38 Spiele aus: Nach 33 Spielen, in denen alle Mannschaften jeweils dreimal gegeneinander antraten, wurde die Liga in zwei Gruppen mit den sechs besten bzw. schlechtesten Mannschaften unterteilt. Nun spielten die Mannschaften der jeweiligen Gruppen je einmal gegeneinander entweder um die Meisterschaft (Gruppe der sechs besten Mannschaften) oder um den Abstieg (Gruppe der sechs schlechtesten Mannschaften). Nach diesen weiteren fünf Spielen war dann die Saison beendet. (Somit kann am Ende der Saison zum Beispiel der Siebtplatzierte mehr Punkte als der Sechstplatzierte haben.)
Der Tabellenerste der Gruppe mit den sechs besten Vereinen war schottischer Meister. Der Tabellenletzte der Gruppe mit den sechs schlechtesten Vereinen stieg ab und wurde durch den Meister der First Division ersetzt, sofern dieser bestimmte wirtschaftliche Kriterien (z. B. Vollprofitum) und Auflagen an sein Stadion (reines Sitzplatzstadion etc.) erfüllt.

## Geschichte
| Saison  | Schottischer Meister (ges./SPL) |
| ------- | ------------------------------- |
| 1998/99 | Glasgow Rangers (48/1)          |
| 1999/00 | Glasgow Rangers (49/2)          |
| 2000/01 | Celtic Glasgow (37/1)           |
| 2001/02 | Celtic Glasgow (38/2)           |
| 2002/03 | Glasgow Rangers (50/3)          |
| 2003/04 | Celtic Glasgow (39/3)           |
| 2004/05 | Glasgow Rangers (51/4)          |
| 2005/06 | Celtic Glasgow (40/4)           |
| 2006/07 | Celtic Glasgow (41/5)           |
| 2007/08 | Celtic Glasgow (42/6)           |
| 2008/09 | Glasgow Rangers (52/5)          |
| 2009/10 | Glasgow Rangers (53/6)          |
| 2010/11 | Glasgow Rangers (54/7)          |
| 2011/12 | Celtic Glasgow (43/7)           |
| 2012/13 | Celtic Glasgow (44/8)           |

Seit 1890 wird in Schottland im Ligabetrieb gespielt. Anfangs bestand die Scottish Football League (SFL) aus einer, ab 1894 aus zwei Staffeln („Division One“ und „Division Two“). Zur Saison 1975/76 Jahre wurde das Profiligasystem unter dem Dach der SFL neu gegliedert. Die zehn besten der vormals 18 Erstligavereine bildeten die neue „Premier Division“ und die restlichen 28 Profimannschaften verteilten sich auf die nun zweitklassige First Division und eine neue dritte Liga, die den Namen Second Division trug. Zur Saison 1994/95 kam eine viertklassige („Third Division“) hinzu und auf allen Ebenen spielten zu diesem Zeitpunkt zehn Mannschaften.
1998 beschloss die Premier Division, sich von der Scottish Football League abzuspalten und die Scottish Premier League zu gründen. Die zehn Vereine versprachen sich davon eine bessere Vermarktung und folglich höhere Einkünfte. Vor allem wurde das System, dass alle Vereine bis zur Third Division an den Sponsorgeldern der Liga beteiligt werden, abgeschafft.
Bis 2000 spielten zehn Mannschaften in der Scottish Premier League, dann wurde eine Aufstockung auf zwölf Vereine beschlossen, um die Anerkennung durch die SFL-Vereine zu garantieren. Um einen aufgeblähten Spielplan zu vermeiden, wurde das Spielsystem auf die oben genannte Weise geändert.
Im August 2006 wurde vom SPL-Geschäftsführer Lex Gold die Einführung einer SPL 2 vorgeschlagen. Allerdings ist dieser Vorschlag bei den Anhängern vieler First Division-Vereine umstritten, da die Vereine harte Auflagen (Vollprofitum, reines Sitzplatzstadion mit mindestens 3000 Plätzen) zu erfüllen hätten.
Der höchste Sieg in der Historie der SPL fand am 6. November 2010 beim 9:0 von Celtic Glasgow gegen den FC Aberdeen statt.
Im Jahr 2013 fusionierten die Scottish Premier League und die Scottish Football League zur Scottish Professional Football League (SPFL).

## Mitglieder der Scottish Premier League
In der letzten Saison 2012/13 spielten folgende zwölf Mannschaften in der Scottish Premier League. Für die folgenden Spielzeiten in der höchsten Schottischen Spielklasse siehe Scottish Premiership.
- FC Aberdeen
- Celtic Glasgow
- Dundee United
- Heart of Midlothian
- Hibernian Edinburgh
- Inverness Caledonian Thistle
- FC Kilmarnock
- FC Motherwell
- FC Dundee
- Ross County
- FC St. Johnstone
- FC St. Mirren